# Lakojauratj (Jokkmokks socken, Lappland)
Lakojauratj är en sjö i Jokkmokks kommun i Lappland och ingår i Luleälvens huvudavrinningsområde. Sjön har en area på 0,118 kvadratkilometer och ligger 929 meter över havet.

## Delavrinningsområde
Lakojauratj ingår i det delavrinningsområde (743016-157320) som SMHI kallar för Mynnar i Lilla Luleälven. Medelhöjden är 1 082 meter över havet och ytan är 31,59 kvadratkilometer. Det finns inga avrinningsområden uppströms utan avrinningsområdet är högsta punkten. Njunjesjåkkå som avvattnar avrinningsområdet har biflödesordning 3, vilket innebär att vattnet flödar genom totalt 3 vattendrag innan det når havet efter 310 kilometer. Avrinningsområdet består mestadels av skog (13 procent) och kalfjäll (86 procent). Avrinningsområdet har 0,22 kvadratkilometer vattenytor vilket ger det en sjöprocent på 0,7 procent.